# Малков, Виктор Пантелеевич
Виктор Пантелеевич Малков (1 октября 1936 года, деревня Новая Полянка, Граховской район Удмуртской АССР — 30 августа 1999 года, Нижний Новгород) — советский учёный в области механики и педагог высшей школы.

## Биография
Родился в крестьянской семье. Был средним, пятым, ребёнком, в семье было 9 детей — семь братьев и две сестры. Детские годы провёл в городе Можга.
Рано, в 1951 году, потерял отца, ветерана Великой Отечественной войны, лишившегося на войне обеих ног.
После окончания в 1953 году средней школы учился в Горьковском строительном техникуме (окончил с отличием), а затем был принят в Горьковский инженерно-строительный институт (ГИСИ), который и окончил с отличием в 1962 году.
Работал на кафедре теоретической механики и сопротивления материалов ГИСИ (1962—1964, ассистент). В 1964 поступил в аспирантуру ГИСИ, по окончании которой (1967) защитил кандидатскую диссертацию «Оптимальное подкрепление вырезов в пластинках, плитах и оболочках» (научный руководитель профессор А. Г. Угодчиков).
С 1967 года преподавал и вёл научную работу в Горьковском (Нижегородском) государственном университете им. Н. И. Лобачевского: старший преподаватель, доцент, с 1977 года — заведующий кафедрой теории упругости и пластичности механико-математического факультета, в 1978 году присвоено учёное звание профессор.
В 1973 году первым из учеников А. Г. Угодчикова защитил докторскую диссертацию («Некоторые задачи оптимального распределения материала в упругих составных тонкостенных конструкциях»).
Член Российского национального комитета по теоретической и прикладной механике, Член Научного совета РАН по строительной механике, Действительный член Российской академии естественных наук, Действительный член Международной инженерной академии, Лауреат премии Нижнего Новгорода.
Создал научную школу, среди его учеников 3 доктора и 27 кандидатов наук.
Умер 30 августа 1999 года после неудачно проведённой операции. Похоронен на Красном кладбище.

## Научные интересы
Оптимизация механических систем. Сформулировал дискретный принцип энергетически эквивалентного подкрепления краев вырезов в тонкостенных элементах; итерационный метод создания дискретно равнопрочных систем; провёл поэтапную параметрическую однокритериальную оптимизацию; предложил комбинированный подход к параметрической оптимизации; имитационный подход к параметрической оптимизации.
Занимался применением энергетических подходов в проблеме оптимизации конструкций.
Предложил использовать энергетические критерии, построенные с учётом фундаментальных законов сохранения, для экспертного анализа и оптимизации механических систем.
Установил неизвестную ранее закономерность, что при скоростях силового нагружения, меньших скорости распространения звука в данном материале, величина удельной упругой энергии твёрдого материала в области деформирования, предшествующей его разрушению, остается постоянной.
Решил ряд прикладных задач в космической, авиационной, машиностроительной, судостроительной, приборостроительной, медицинской, транспортной, строительной и других областях.

## Память

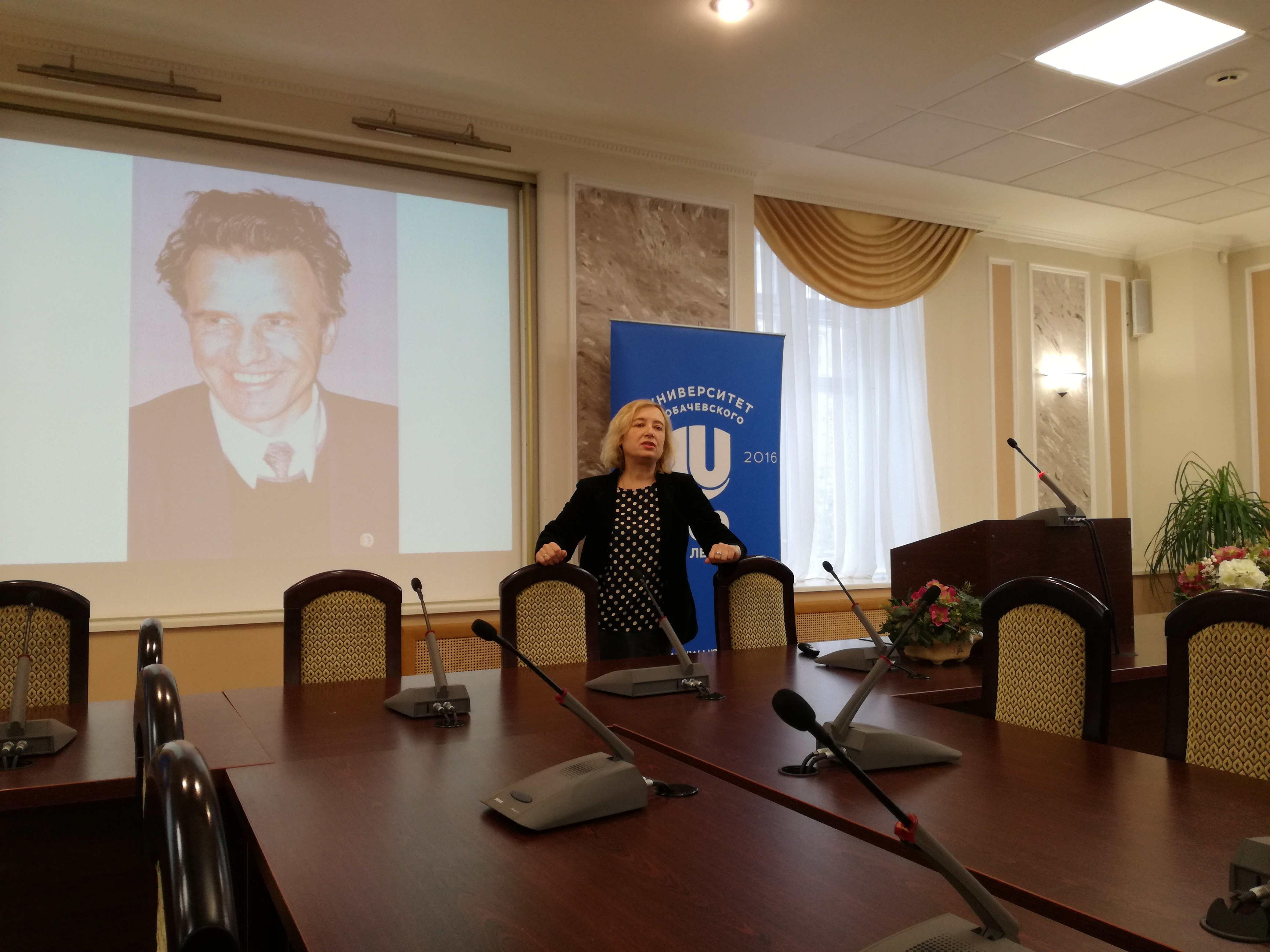
На конференции памяти В. Малкова. Нижегородский государственный университет. 2016. Выступает дочь Малкова

80-летию В. Г. Малкова посвящена научная конференция «Проблемы прочности, динамики, ресурса и оптимизации» (29 ноября — 01 декабря 2016, Нижний Новгород)